# Final do Campeonato Europeu de Futebol de 1992
A final do Campeonato Europeu de Futebol de 1992 foi uma partida de futebol realizada em 26 de junho de 1992 no estádio Ullevi em Gotemburgo, Suécia. Foi disputada entre as seleções da Dinamarca e da Alemanha para que decidissem o vencedor do Campeonato Europeu de Futebol de 1992, com os dinamarqueses saindo-se vitoriosos. Esta foi a primeira aparição na final para a Dinamarca e a quarta para a Alemanha. Os dinamarqueses haviam anteriormente participado das edições de 1964, 1984 e 1988 do torneio, com seu melhor resultado tendo sido um quarto lugar em 1964. Já os alemães participaram de todos os campeonatos europeus a partir de 1972 como Alemanha Ocidental, tendo-se sagrado campeões em 1972 e 1980.
A Dinamarca classificou-se para a competição depois da Iugoslávia ter sido desqualificada pela União das Associações Europeias de Futebol em consequência da sua desintegração e guerra civil, enquanto a Alemanha garantiu sua participação ao ficar em primeiro de seu grupo nas eliminatórias. Os dois países foram sorteados em grupos diferentes do torneio. Os dinamarqueses passaram de fase em segundo lugar do grupo após uma vitória, um empate e uma derrota, já os alemães tiveram uma campanha com os mesmos resultados e também ficaram na segunda colocação de seu grupo. A Dinamarca derrotou os Países Baixos na semifinal em uma disputa de pênaltis para chegar na final, enquanto a Alemanha passou pela anfitriã Suécia.
A partida final começou com a Alemanha procurando pressionar o adversário, mas conseguindo poucas chances claras de gol. A Dinamarca abriu o placar aos dezoito minutos do primeiro tempo com um chute da entrada da área por John Jensen depois de um passe de Flemming Povlsen. Os alemães depois disso passaram o restante da etapa inicial e começo da segunda procurando novas chances, com as principais sendo defendidas pelo goleiro dinamarquês Peter Schmeichel. A Dinamarca marcou seu segundo gol aos 33 minutos da etapa final, quando Kim Vilfort driblou os defensores e chutou no canto. Os alemães não conseguiram mais nenhuma reação e a partida terminou em 2–0 para os dinamarqueses, que consagraram-se os campeões europeus.
A vitória da Dinamarca foi considerada uma enorme surpresa, principalmente devido às circunstâncias que levaram os dinamarqueses a competirem no torneio e pelo fato da Alemanha ter vencido a Copa do Mundo FIFA de 1990 apenas dois anos antes. Vários comentaristas definiram a trajetória da seleção da Dinamarca como um "conto de fadas", com especialistas e os próprios jogadores creditando seu sucesso a um bom jogo defensivo e principalmente bom trabalho em equipe. Elogios também foram direcionados ao técnico Richard Møller Nielsen e seus métodos de treinamento muitas vezes considerados incomuns.

## Antecedentes
Antes do Campeonato Europeu de Futebol de 1992, a Dinamarca tinha participado de três edições do torneio: 1964, 1984 e 1988. Em sua primeira participação, a equipe conseguiu alcançar a fase final da competição, mas perdeu a partida semifinal para a União Soviética e depois foi derrotada novamente para a Hungria na prorrogação na disputa do terceiro lugar, ficando na quarta posição geral. Em sua participação seguinte em 1984, os dinamarqueses ficaram em segundo de seu grupo, após duas vitórias contra a Iugoslávia e a Bélgica e uma derrota para a França, porém foram eliminados na semifinal diante da Espanha na disputa de pênaltis. Por fim, em 1988, a Dinamarca ficou em último lugar do grupo, depois de três derrotas para Espanha, Alemanha Ocidental e Itália.
Já a Alemanha participou em 1972, 1976, 1980, 1984 e 1988 como Alemanha Ocidental. Em sua primeira aparição, derrotou a Bélgica na semifinal e depois conquistou seu primeiro título ao vencer a União Soviética na final. Quatro anos depois, os alemães bateram a Iugoslávia na prorrogação da semifinal, porém perderam nos pênaltis a final para a Tchecoslováquia. A Alemanha Ocidental ficou em primeiro lugar de seu grupo em 1980, vencendo a Tchecoslováquia e os Países Baixos e ficando em um empate contra a Grécia, depois derrotando a Bélgica na final para conquistar o bicampeonato. Já em 1984 a equipe foi desclassificada ainda na primeira fase ao ficar em terceiro de seu grupo, após um empate contra Portugal, uma vitória contra a Romênia e uma derrota diante da Espanha. Finalmente em 1988, aos alemães terminaram em primeiro do grupo, tendo empatado com a Itália e vencido Dinamarca e Espanha, porém perderam a semifinal para os Países Baixos.
A Dinamarca caiu no grupo 4 das eliminatórias para o Campeonato Europeu de 1992, junto com Áustria, Ilhas Feroe, Irlanda do Norte e Iugoslávia. Os dinamarqueses venceram seis partidas, empataram uma e perderam uma, ficando em segundo lugar atrás dos iugoslavos e inicialmente fora da competição principal. Entretanto, a Iugoslávia foi desqualificada pela União das Associações Europeias de Futebol em consequência da sua desintegração e guerra civil, com a Dinamarca sendo convidada a substituí-la apenas semanas antes do início da competição. Já a Alemanha foi sorteada no grupo 5 com as seleções da Bélgica, Luxemburgo e País de Gales. Os alemães venceram cinco partidas e perderam apenas uma diante dos galeses, encerrando a qualificatória em primeiro colocado de seu grupo e garantindo a classificação para a competição.

## Caminho até a final
A Dinamarca ficou no Grupo 1 do Campeonato Europeu e seu primeiro jogo foi contra a Inglaterra. A partida foi disputada e equilibrada, porém houve poucas chances de gol clara para os dois lados e o resultado final foi um empate sem gols. O confronto seguinte foi contra a anfitriã Suécia, em que as duas equipes jogaram um futebol ofensivo com várias oportunidades até Tomas Brolin marcar o gol que deu a vitória de 1–0 para os suecos já durante o segundo tempo. A última partida dos dinamarqueses na fase de grupo foi diante da França, com ambas as seleções necessitando de uma vitória para poderem avançar para a próxima fase. A Dinamarca saiu na frente no primeiro tempo com um gol de Henrik Larsen e Jean-Pierre Papin empatou para os franceses no segundo tempo, porém Lars Elstrup marcou o gol da vitória e classificação da Dinamarca faltando apenas doze minutos para o fim da partida. A seleção dinamarquesa terminou a primeira fase como segunda colocada de seu grupo atrás da Suécia.
A Alemanha foi sorteada no Grupo 2 e sua primeira partida foi diante da seleção da Comunidade dos Estados Independentes (CEI), time formado por jogadores da ex-União Soviética. A CEI adotou uma estratégia defensiva e conseguiu segurar o ataque alemão durante praticamente o jogo inteiro, abrindo o placar por meio de um pênalti convertido por Igor Dobrovolski aos dezenove minutos no segundo tempo, entretanto Thomas Häßler empatou o jogo já nos acréscimos e o placar final foi 1–1. O confronto seguinte foi contra a Escócia, com os dois times jogando um bom futebol; Karl-Heinz Riedle abriu o placar aos 29 minutos do primeiro tempo e Stefan Effenberg ampliou aos dois do segundo tempo, garantindo a vitória dos alemães. O último adversário foi a equipe dos Países Baixos, detentores do título. Os holandeses rapidamente saíram na frente com gols de Frank Rijkaard e Dennis Bergkamp ainda no primeiro tempo; a Alemanha diminuiu com um gol de cabeça de Jürgen Klinsmann depois do intervalo, porém Bergkamp marcou novamente para dar a vitória de 3–1 para os Países Baixos. Os alemães conseguiram terminar em segundo de seu grupo atrás dos holandeses.
Na semifinal, o adversário da Dinamarca foi os Países Baixos. Larsen marcou o primeiro gol logo aos cinco minutos do primeiro tempo e Bergkamp empatou, porém Larsen marcou novamente dez minutos depois. O placar se manteve durante boa parte do segundo tempo, com os dinamarqueses controlando o jogo, porém Rijkaard marcou faltando quatro minutos para o fim. O empate de 2–2 persistiu na prorrogação e a partida foi para os pênaltis, com o goleiro Peter Schmeichel defendendo uma cobrança e depois Kim Christofte convertendo a sua para colocar a Dinamarca na final. Já a Alemanha enfrentou a Suécia em um jogo disputado; Häßler fez o primeiro em uma cobrança de falta aos onze minutos do primeiro tempo; no segundo, Riedle marcou outro e os suecos diminuíram pouco depois com Brolin de pênalti. Faltando dois minutos para o fim, Riedle fez seu segundo e Kennet Andersson marcou para os suecos, porém o jogo acabou em seguida com o placar final de 3–2 para a Alemanha.
| Equipe     | P | J | V | E | D | GM | GS | +/- |
| ---------- | - | - | - | - | - | -- | -- | --- |
| Suécia     | 5 | 3 | 2 | 1 | 0 | 4  | 2  | +2  |
| Dinamarca  | 3 | 3 | 1 | 1 | 1 | 2  | 2  | 0   |
| França     | 2 | 3 | 0 | 2 | 1 | 2  | 3  | -1  |
| Inglaterra | 2 | 3 | 0 | 2 | 1 | 1  | 2  | -1  |

| Equipe        | P | J | V | E | D | GM | GS | +/- |
| ------------- | - | - | - | - | - | -- | -- | --- |
| Países Baixos | 5 | 3 | 2 | 1 | 0 | 4  | 1  | +3  |
| Alemanha      | 3 | 3 | 1 | 1 | 1 | 4  | 4  | 0   |
| Escócia       | 2 | 3 | 1 | 0 | 2 | 3  | 3  | 0   |
| CEI           | 2 | 3 | 0 | 2 | 1 | 1  | 4  | -3  |

## Partida
A final do Campeonato Europeu de Futebol de 1992 entre Dinamarca e Alemanha foi realizada às 20h15min de sexta-feira, 26 de junho de 1992, no estádio Ullevi em Gotemburgo. O público presente foi de 37.800 pessoas. O árbitro da partida foi Bruno Galler da Suíça, que teve os também suíços Zivanko Popović e Paul Wyttenbach como auxiliares e Kurt Röthlisberger como quarto árbitro. A Dinamarca entrou em campo com quase o mesmo time que enfrentou os Países Baixos na semifinal, exceto pela saída do machucado e suspenso Henrik Andersen para a entrada de Kent Nielsen na defesa, enquanto a Alemanha não teve modificações.
A partida começou com a Alemanha se lançando para o ataque e procurando espaços na defesa da Dinamarca, que inicialmente ficou recuada. Os alemães logo chutaram para o gol, primeiro com Stefan Reuter e depois com Guido Buchwald, porém Schmeichel defendeu em ambas as ocasiões. Aos dezoito minutos, Kim Vilfort recuperou a bola de Andreas Brehme na lateral direita do ataque com um carrinho e a posse ficou com Flemming Povlsen, que tocou atrás na entrada da área para John Jensen chutar forte e acertar o alto do gol, abrindo o placar para os dinamarqueses. A Alemanha continuou a manter a posição ofensiva enquanto a Dinamarca procurou fazer um jogo mais tático e inteligente, com Klinsmann conseguindo antes do intervalo duas grandes oportunidades que pararam em grandes defesas de Schmeichel.
Os alemães intensificaram a pressão ofensiva no segundo tempo; seus alas Reuter e Brehme ficaram mais avançados, forçando os dinamarqueses a defenderem com nove de seus jogadores de linha, deixando apenas Brian Laudrup isolado no ataque. Schmeichel novamente fez boas defesas, principalmente em uma cabeçada de Klinsmann perto do gol. Riedle também conseguiu chutar e passar pelo goleiro, porém desta vez Nielsen salvou em cima da linha. A Dinamarca procurava tentar explorar os contra-ataques. Em um deles, Vilfort chegou área adentro e acabou chutando longe do gol de Bodo Illgner, porém aos 33 minutos ele driblou dois zagueiros na entrada da área e chutou contra o canto esquerdo, marcando o segundo gol dinamarquês. Os alemães não conseguiram esboçar mais qualquer reação e o placar final foi 2–0.

### Detalhes
| 26 de junho de 1992 | Dinamarca                | 2–0    | Alemanha | Ullevi, Gotemburgo, Suécia                |
| 20h15min CEST       | Jensen 18' · Vilfort 78' | Súmula |          | Público: 37 800 Árbitro: SUI Bruno Galler |

| Dinamarca | Alemanha |

| G                      | 1  | Peter Schmeichel   |     |     |
| Z                      | 4  | Lars Olsen         |     |     |
| Z                      | 12 | Torben Piechnik    | 32' |     |
| Z                      | 3  | Kent Nielsen       |     |     |
| AD                     | 2  | John Sivebæk       |     | 66' |
| AE                     | 6  | Kim Christofte     |     |     |
| M                      | 7  | John Jensen        |     |     |
| M                      | 18 | Kim Vilfort        |     |     |
| MA                     | 13 | Henrik Larsen      |     |     |
| A                      | 11 | Brian Laudrup      |     |     |
| A                      | 9  | Flemming Povlsen   |     |     |
| Substituições:         |    |                    |     |     |
| V                      | 17 | Claus Christiansen |     | 66' |
| Técnico:               |    |                    |     |     |
| Richard Møller Nielsen |    |                    |     |     |

| G              | 1  | Bodo Illgner      |     |     |
| Z              | 6  | Guido Buchwald    |     |     |
| Z              | 4  | Jürgen Kohler     |     |     |
| Z              | 14 | Thomas Helmer     |     |     |
| AD             | 2  | Stefan Reuter     | 55' |     |
| AE             | 3  | Andreas Brehme    |     |     |
| M              | 16 | Matthias Sammer   |     | 46' |
| M              | 17 | Stefan Effenberg  | 35' | 80' |
| MA             | 8  | Thomas Häßler     | 39' |     |
| A              | 11 | Karl-Heinz Riedle |     |     |
| A              | 18 | Jürgen Klinsmann  | 88' |     |
| Substituições: |    |                   |     |     |
| M              | 10 | Thomas Doll       | 83' | 46' |
| A              | 13 | Andreas Thom      |     | 80' |
| Técnico:       |    |                   |     |     |
| Berti Vogts    |    |                   |     |     |

| Árbitros assistentes Zivanko Popović Paul Wyttenbach Quarto Árbitro Kurt Röthlisberger | Regras da partida - 90 minutos de tempo regulamentar - 30 minutos de prorrogação, se necessário - Disputa por pênaltis, se empate persistir - Máximo de 2 substituições por equipe |

## Repercussão
A vitória da Dinamarca sobre a Alemanha foi vista por comentaristas como uma enorme surpresa, pelas circunstâncias que levaram os dinamarqueses à competição apenas duas semanas antes do início e pelo fato dos alemães terem vencido a Copa do Mundo FIFA de 1990 dois anos antes, com muitos definindo a conquista como um "conto de fadas". Paul Fletcher da BBC Sport definiu a vitória dinamarquesa como "a mais extraordinária na história da competição". Michael Huguenin da ESPN considerou a conquista como "indiscutivelmente a vitória mais surpreendente na história da competição", comparando o triunfo da Dinamarca com as vitórias igualmente inesperadas da Grécia em 2004 e da Tchecoslováquia em 1976. Enquanto Floris Koekenbier da Goal escreveu que os dinamarqueses "conseguiram o impensável e fizeram história em Gotemburgo". Já Ed Angeli do The Versed considerou o Campeonato Europeu de 1992 de forma geral uma competição chata, com a única exceção tendo sido a Dinamarca. Ele também destacou como não houve atenção e pressão da mídia sobre o time, algo que fez da conquista algo ainda mais "admirável".
Jensen afirmou que a vitória foi sua maior realização como jogador: "Tenho muitos troféus e medalhas em minha carreira, porém vencer o Campeonato Europeu tem de ser o maior". Os jogadores também comentaram como havia pouca pressão sobre o time, com Jensen falando que "podíamos relaxar e apenas ir jogar", enquanto Vilfort comentou que "Não podíamos falhar porque não havia expectativa. Se perdêssemos de 5–0 três vezes não teria importado". Jogadores e comentaristas também salientaram o jogo defensivo e de equipe da Dinamarca. Angeli afirmou que foi a efetividade da defesa que permitiu a vitória sobre os alemães, dizendo que "os dinamarqueses mantiveram uma compactabilidade e estreiteza que deixou sofrerem apenas quatro gols no torneio". Vilfort falou como "Nós não tínhamos os melhores jogadores, mas tínhamos a melhor equipe", complementando com "Tínhamos um espírito fantástico [...] Quando estávamos sob pressão contra a Alemanha, foi o espírito que nos ajudou". Por sua vez, o técnico Richard Møller Nielsen creditou o sucesso da equipe à sorte: "Fui sortudo e isso é o futebol. Eles vão dizer que é ciência, mas não. É sobre sorte, meu amigos, é tudo sobre sorte".
Elogios também foram direcionados para o trabalho de Nielsen. O técnico fora auxiliar de seu predecessor, o alemão Sepp Piontek, por anos e chegou no comando da seleção em 1990 sob enorme desconfiança, sendo muito criticado no começo de seu trabalho por comentaristas, executivos da Associação Dinamarquesa de Futebol, torcedores e pelos próprios jogadores por seu estilo defensivo de jogo e pouca criatividade ofensiva. Nielsen mesmo assim conseguiu reconquistar a confiança de seu time, em boa parte por seus métodos incomuns de treinamento, como levar os jogadores para jogar minigolfe, permitir que parassem em uma lanchonete para comerem hambúrguer e deixar que compartilhassem seus quartos com suas respectivas cônjuges antes da partida final. O próprio Nielsen comentou essas escolhas após a vitória: "Se tudo desse certo, eles diriam que eu era um gênio [...] Se dá errado, eles diriam que eu era um amador!". Jensen afirmou que essas escolhas criaram um bom clima na equipe durante o torneio, falando que "Tínhamos uma boa camaradagem e isso foi provavelmente a principal razão de termos vencido o Campeonato Europeu".